# 安大略省省警
安大略省省警（英語：Ontario Provincial Police，簡稱O.P.P.）是加拿大安大略省的省級警察部門，其功能包括為省内不設地方警隊的行政區和城鎮提供警政服務、支援省内規模較小的地方警隊、調查跨越省内行政區界線或牽涉全省的罪案、在省級公路（包括400系列公路）上巡邏、以及在省内多條水道上執法。安大略省省警由安大略省法務廳（Ministry of the Solicitor General of Ontario）監管。
現時省警約有6100名警員和2800名文職人員，活動範圍覆蓋省内94萬2405平方公里的地域，以及9萬4610平方公里的水域，覆蓋人口達230萬人，在夏季更高達360萬人。

## 歷史
1792年，上加拿大議會通過保留權力在日後成立一支覆蓋全境的警隊，但往後年間境内的警政事務主要由地方政府管理。加拿大聯邦於1867年成立後，安大略省政府逐漸委派省級警員（Provincial Constable）在省内執法，但仍未設立一支正式的省級警隊。
安省北部於20世紀初發現金銀礦，大批民眾湧入令當地治安變差。省政府遂於1909年10月13日正式成立安大略省省警，當時的警員人數為45人。省警於1974年首度僱用女性警員，到1995年則將總部遷至奧里利亞市。

## 武器
OPP在履行職責時攜帶各種使用武力設備。OPP目前的手槍是9x19mm的Glock17M手槍。此前手槍是Sig Sauer P229 DAO 或 P229R DAK。警車還配備了 5.56x45mm NATO的C8步槍，可選擇12口徑的雷明頓870泵動式散彈槍。 所有穿制服的警察都攜帶電擊槍。
特警擁有更專業的武器，包括：
精密國際AW狙擊步槍

AR-10自動步槍

C8卡賓槍

SR-25狙擊步槍

HK MP5衝鋒槍

## 外部連結

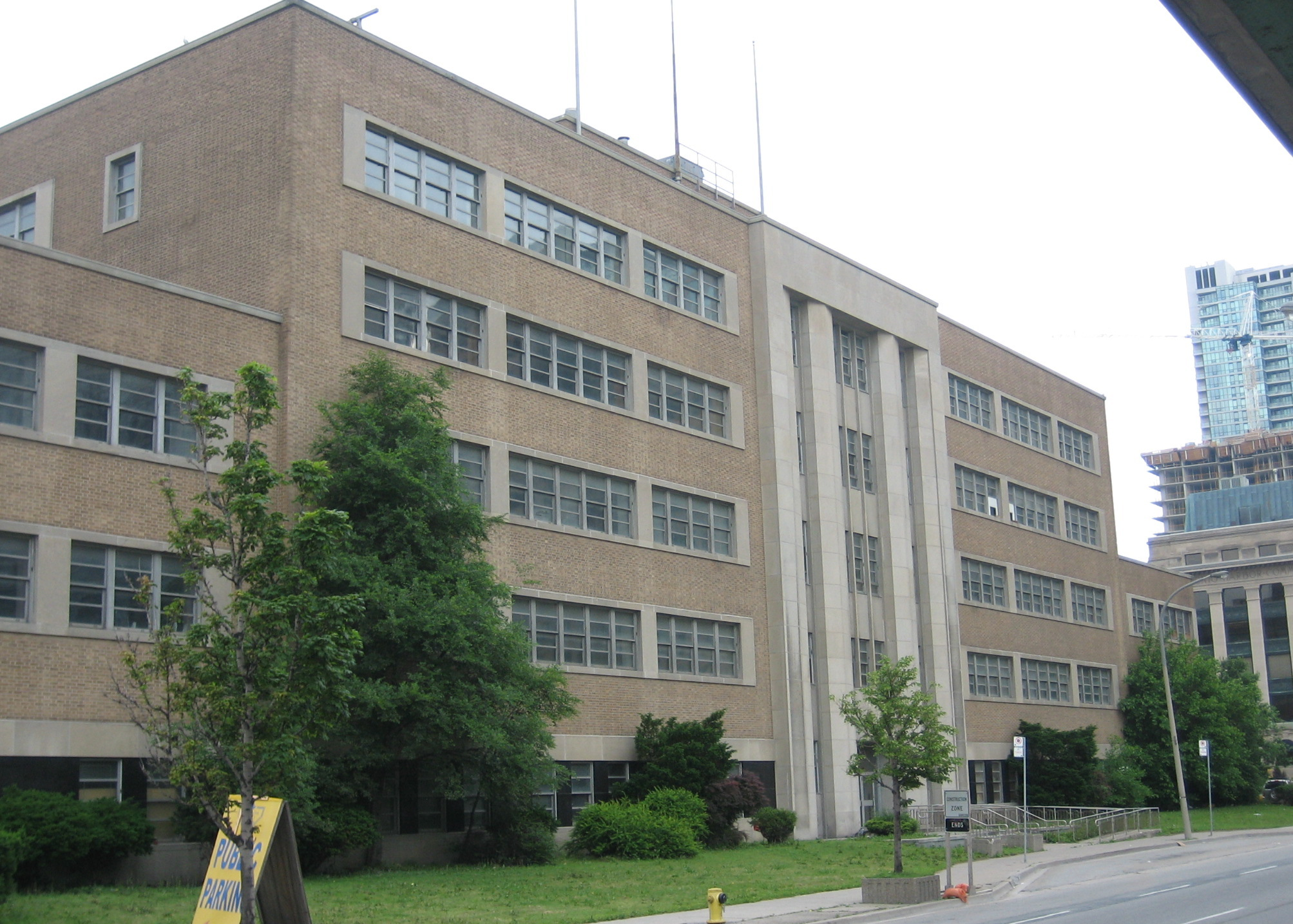
位於多倫多的舊安大略省省警總部大樓

- （英文）（法文）Ontario Provincial Police | Police provinciale de l'Ontario （页面存档备份，存于）－安大略省警察局網站